# منتخب كاليدونيا الجديدة تحت 17 سنة لكرة القدم
منتخب كاليدونيا الجديدة تحت 17 سنة لكرة القدم (بالفرنسية: Équipe de Nouvelle-Calédonie des moins de 17 ans de football)‏ هو ممثل كاليدونيا الجديدة الرسمي في المنافسات الدولية في كرة القدم في فئة كرة قدم تحت 17 سنة للرجال، يديريه اتحاد كاليدونيا الجديدة لكرة القدم.